# Acraea
Acraea är ett släkte av fjärilar. Acraea ingår i familjen praktfjärilar.

## Bildgalleri

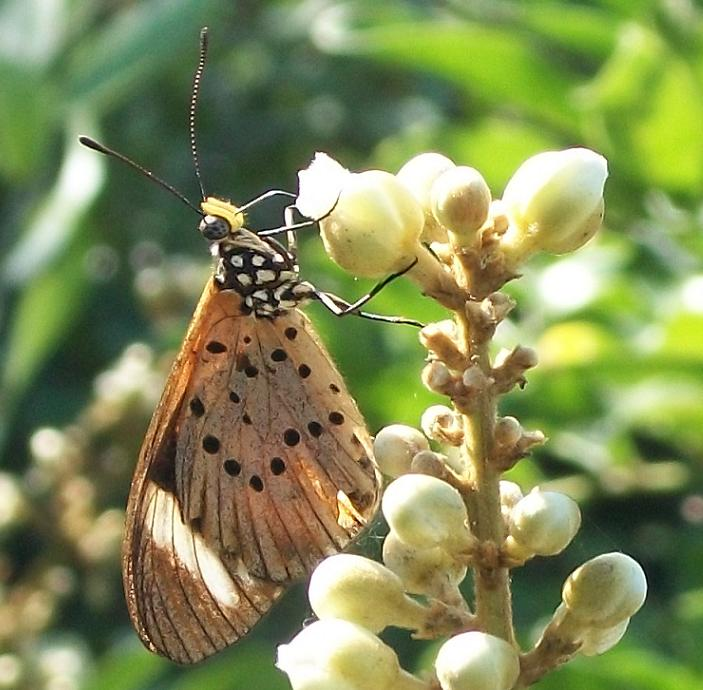
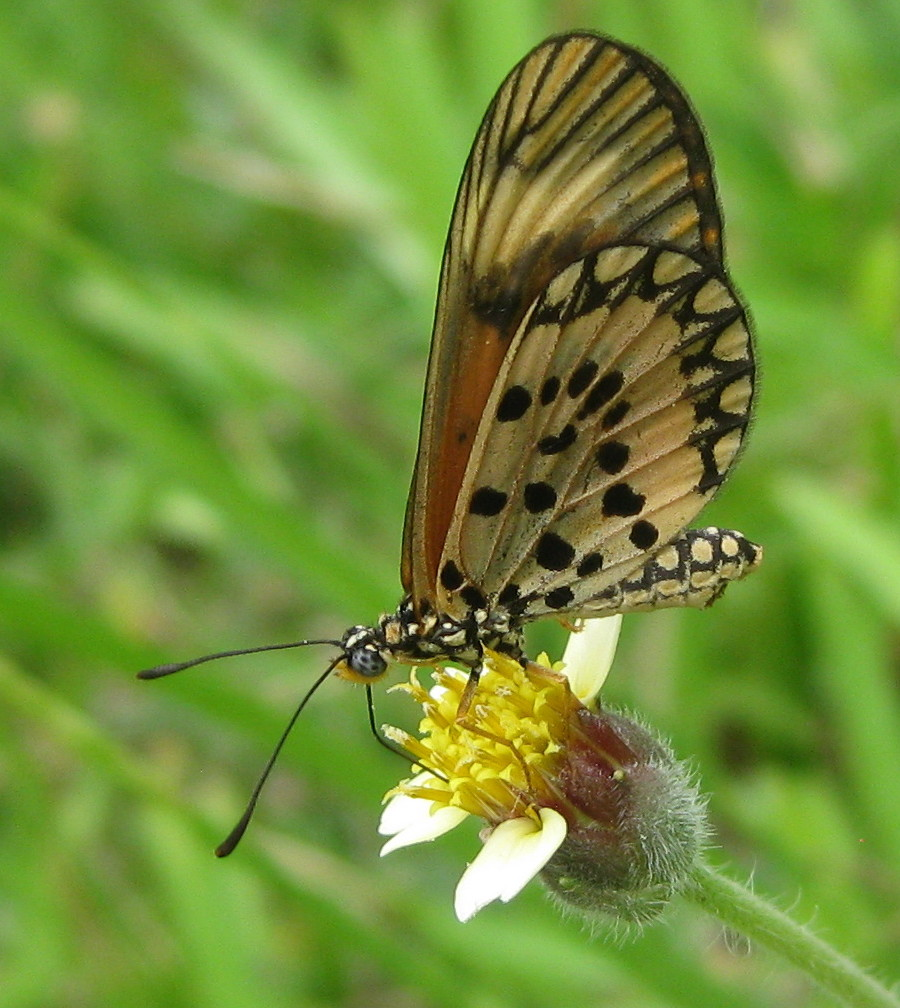
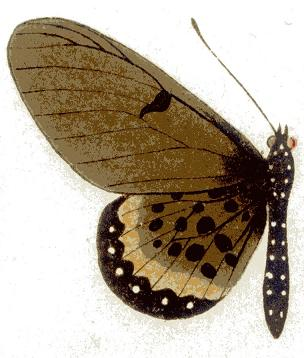
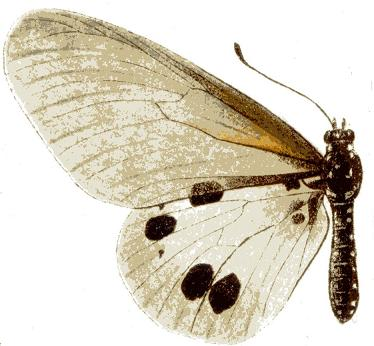
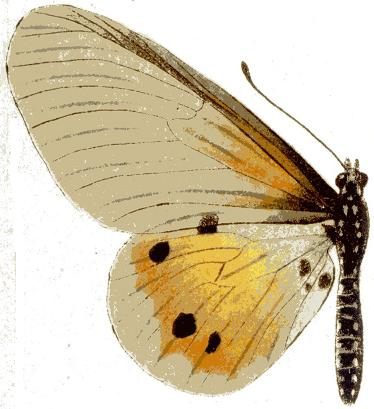
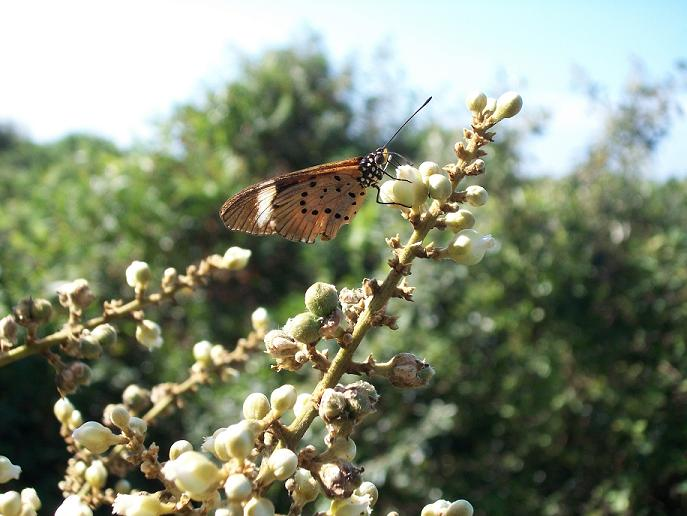

## Dottertaxa tillAcraea, i alfabetisk ordning[1]
- Acraea abadima
- Acraea abbotii
- Acraea abdera
- Acraea abrupta
- Acraea acara
- Acraea acerata
- Acraea acontias
- Acraea acrita
- Acraea acritoides
- Acraea acronycta
- Acraea actiaca
- Acraea actinotina
- Acraea actinotis
- Acraea acuta
- Acraea acutipennis
- Acraea adaurantica
- Acraea addenda
- Acraea admatha
- Acraea aequalis
- Acraea aethiops
- Acraea agema
- Acraea aglaonice
- Acraea ainaureata
- Acraea akoafima
- Acraea alba
- Acraea albata
- Acraea alberici
- Acraea alberta
- Acraea albescens
- Acraea albicans
- Acraea albicolor
- Acraea albida
- Acraea albimaculata
- Acraea albipicta
- Acraea albipuncta
- Acraea albireducta
- Acraea albisubapex
- Acraea albiventris
- Acraea albofasciata
- Acraea albomaculata
- Acraea albomaculosa
- Acraea alboradiata
- Acraea albula
- Acraea alciope
- Acraea alciopoides
- Acraea alcippina
- Acraea alcippoides
- Acraea alicia
- Acraea alluaudi
- Acraea althoffi
- Acraea alticola
- Acraea ama
- Acraea ambigua
- Acraea amicitiae
- Acraea amphimalla
- Acraea amphiprotea
- Acraea anacreon
- Acraea anacreontica
- Acraea anaemia
- Acraea andromacha
- Acraea andromba
- Acraea anemosa
- Acraea angolanus
- Acraea angustifasciata
- Acraea annobona
- Acraea anomala
- Acraea ansorgei
- Acraea antakara
- Acraea antinorii
- Acraea apecida
- Acraea aquilia
- Acraea aquilina
- Acraea arabica
- Acraea arcticincta
- Acraea arctifascia
- Acraea areca
- Acraea argentea
- Acraea arsa
- Acraea artemisa
- Acraea asboloplintha
- Acraea ascrepticia
- Acraea asema
- Acraea aspectasema
- Acraea aspectasemoides
- Acraea assimiliora
- Acraea assimilis
- Acraea astrigera
- Acraea atergatis
- Acraea atolmis
- Acraea auasa
- Acraea aubyni
- Acraea aurantiaca
- Acraea aurata
- Acraea aureola
- Acraea aurivilliana
- Acraea aurivillii
- Acraea australis
- Acraea axina
- Acraea bailunduensis
- Acraea bakossua
- Acraea balbina
- Acraea balina
- Acraea banka
- Acraea bankoides
- Acraea bantu
- Acraea barberi
- Acraea barberina
- Acraea barnesi
- Acraea basilewskyi
- Acraea baumanni
- Acraea baxteri
- Acraea bayeri
- Acraea bella
- Acraea bellehui
- Acraea bellona
- Acraea bellua
- Acraea bendis
- Acraea beni
- Acraea bergeri
- Acraea bettiana
- Acraea bihensis
- Acraea bipunctata
- Acraea biraca
- Acraea bitjana
- Acraea blachieri
- Acraea bomba
- Acraea bombensis
- Acraea bonasia
- Acraea boopis
- Acraea boseae
- Acraea bourgeoni
- Acraea braesia
- Acraea braesioides
- Acraea brahmsi
- Acraea braunei
- Acraea bresioides
- Acraea brunnea
- Acraea bryki
- Acraea budongensis
- Acraea bukoba
- Acraea burgessi
- Acraea burigensis
- Acraea burni
- Acraea buschbecki
- Acraea butleri
- Acraea buttneri
- Acraea buxtoni
- Acraea byatti
- Acraea cabira
- Acraea cabiroides
- Acraea caecilia
- Acraea caffra
- Acraea caldarena
- Acraea calida
- Acraea calyce
- Acraea camaena
- Acraea camaenopsis
- Acraea camerunica
- Acraea candida
- Acraea caoncius
- Acraea cappadox
- Acraea carbonaria
- Acraea carmentis
- Acraea carpenteri
- Acraea castanea
- Acraea catori
- Acraea cephaea
- Acraea cephea
- Acraea cepheana
- Acraea cepheus
- Acraea cerasa
- Acraea cerita
- Acraea cervina
- Acraea chaeribula
- Acraea chaeribulula
- Acraea chambezi
- Acraea chilo
- Acraea choloui
- Acraea chrysippina
- Acraea chryssipoides
- Acraea chyula
- Acraea cinerea
- Acraea circeis
- Acraea clara
- Acraea clarei
- Acraea commixta
- Acraea concolor
- Acraea confluens
- Acraea confusa
- Acraea conjuncta
- Acraea connexa
- Acraea conradti
- Acraea contracta
- Acraea contraria
- Acraea cooksoni
- Acraea corona
- Acraea cottrelli
- Acraea cretacea
- Acraea crippsi
- Acraea cruentata
- Acraea crystallina
- Acraea cuva
- Acraea cyaniris
- Acraea cydonia
- Acraea cynthius
- Acraea daira
- Acraea dairalcippa
- Acraea damii
- Acraea debilis
- Acraea decepta
- Acraea decora
- Acraea defasciata
- Acraea deficiens
- Acraea dejana
- Acraea depunctella
- Acraea derbela
- Acraea derubescens
- Acraea despecta
- Acraea detecta
- Acraea dewitzi
- Acraea diavina
- Acraea dice
- Acraea didalis
- Acraea digitata
- Acraea diogenes
- Acraea dircea
- Acraea disjuncta
- Acraea dispar
- Acraea dissimilis
- Acraea dissimiloides
- Acraea dissociata
- Acraea distincta
- Acraea dondoensis
- Acraea dorotheae
- Acraea doubledayi
- Acraea drucei
- Acraea dubiosa
- Acraea duplicatus
- Acraea ecketti
- Acraea edea
- Acraea egina
- Acraea eginopsis
- Acraea ehmckei
- Acraea eichleri
- Acraea elgonensis
- Acraea eliana
- Acraea ella
- Acraea eltringhami
- Acraea eltringhamiana
- Acraea emini
- Acraea empusa
- Acraea encedana
- Acraea encedon
- Acraea encedonia
- Acraea encedonoides
- Acraea encoda
- Acraea endoscota
- Acraea entebbia
- Acraea entoria
- Acraea epidica
- Acraea eponina
- Acraea equatorialis
- Acraea eros
- Acraea ertli
- Acraea esebria
- Acraea eugenia
- Acraea exalbescens
- Acraea excelsior
- Acraea exclamationis
- Acraea fallax
- Acraea fasciola
- Acraea felina
- Acraea fenelos
- Acraea fenestrata
- Acraea flava
- Acraea flaveola
- Acraea flavescens
- Acraea flaviapicalis
- Acraea flavibrunnea
- Acraea flavifasciata
- Acraea flavina
- Acraea flavipuncta
- Acraea flavistrigata
- Acraea flavomaculatus
- Acraea formosana
- Acraea fornax
- Acraea fulleborni
- Acraea fulva
- Acraea fulvescens
- Acraea fulvoides
- Acraea fumida
- Acraea fumidae
- Acraea fumosa
- Acraea fusca
- Acraea gabrieli
- Acraea gaekwari
- Acraea gea
- Acraea gelonica
- Acraea goetzi
- Acraea gorongozae
- Acraea gracilis
- Acraea grisea
- Acraea grosvenori
- Acraea guichardi
- Acraea guillemei
- Acraea guluensis
- Acraea guttata
- Acraea gyldenstolpei
- Acraea hades
- Acraea halali
- Acraea hamata
- Acraea handmani
- Acraea hansmeyeri
- Acraea harrisoni
- Acraea hecqui
- Acraea heliconioides
- Acraea helvimaculata
- Acraea heringi
- Acraea hoeneli
- Acraea horta
- Acraea hoursti
- Acraea hova
- Acraea humilis
- Acraea hypatia
- Acraea hypoleuca
- Acraea igati
- Acraea igola
- Acraea illuminata
- Acraea implicata
- Acraea incredibilis
- Acraea indica
- Acraea induna
- Acraea inexpectata
- Acraea infernalis
- Acraea infuscata
- Acraea infuscatoides
- Acraea insignis
- Acraea insularis
- Acraea integra
- Acraea intensa
- Acraea interjecta
- Acraea intermedia
- Acraea intermediana
- Acraea interposita
- Acraea interrupta
- Acraea interruptana
- Acraea interruptella
- Acraea isabellina
- Acraea issoria
- Acraea iturina
- Acraea iturinoides
- Acraea jacksoni
- Acraea jalema
- Acraea janisca
- Acraea janiscella
- Acraea janssensi
- Acraea jefferyi
- Acraea jodutta
- Acraea joduttana
- Acraea johnstoni
- Acraea jordani
- Acraea josetta
- Acraea kaffana
- Acraea kakana
- Acraea kalinzu
- Acraea kanonga
- Acraea kappa
- Acraea karschi
- Acraea katana
- Acraea katerensis
- Acraea kenia
- Acraea kenya
- Acraea khara
- Acraea kibi
- Acraea kibwezia
- Acraea kibwezina
- Acraea kiellandi
- Acraea kigezia
- Acraea kigeziensis
- Acraea kigoma
- Acraea kilimandjara
- Acraea kinduana
- Acraea kissejensis
- Acraea kivuensis
- Acraea kohambullensis
- Acraea kraka
- Acraea kukenthali
- Acraea kulal
- Acraea kuntzeni
- Acraea lactea
- Acraea lacteata
- Acraea lacticolor
- Acraea lactimaculata
- Acraea laetopicta
- Acraea lamborni
- Acraea lankesteri
- Acraea latiapicalis
- Acraea latifasciata
- Acraea latimarginata
- Acraea ledouxi
- Acraea legrandi
- Acraea leona
- Acraea leonina
- Acraea leucaspis
- Acraea leucofasciata
- Acraea leucographa
- Acraea leucopyga
- Acraea leucosoma
- Acraea lia
- Acraea liacea
- Acraea liberia
- Acraea limonata
- Acraea lindica
- Acraea lineata
- Acraea liszti
- Acraea littoralis
- Acraea lobemba
- Acraea lofua
- Acraea lomana
- Acraea loveni
- Acraea lualabae
- Acraea lucida
- Acraea lumiri
- Acraea lusinga
- Acraea lutea
- Acraea lutealba
- Acraea luteflava
- Acraea luxi
- Acraea lycia
- Acraea lycioides
- Acraea lycoa
- Acraea lycoides
- Acraea lygus
- Acraea macarina
- Acraea machequena
- Acraea macra
- Acraea macropunctata
- Acraea macrosticta
- Acraea maculiventris
- Acraea maculosa
- Acraea madhela
- Acraea magnifica
- Acraea mahela
- Acraea maindroni
- Acraea mairessei
- Acraea maji
- Acraea makupa
- Acraea manadaza
- Acraea manca
- Acraea mancamorpha
- Acraea mandane
- Acraea manjaca
- Acraea mansya
- Acraea maransetra
- Acraea marginata
- Acraea marginipunctata
- Acraea mariae
- Acraea marmorata
- Acraea marnois
- Acraea masamba
- Acraea masaris
- Acraea masonala
- Acraea matuapa
- Acraea medea
- Acraea media
- Acraea mediafra
- Acraea mediofasciata
- Acraea medoa
- Acraea megaspila
- Acraea melaina
- Acraea melanophanes
- Acraea melanoradiata
- Acraea melanosticta
- Acraea melanoxantha
- Acraea melas
- Acraea menippe
- Acraea mesoleuca
- Acraea metaprotea
- Acraea meyeri
- Acraea mhondana
- Acraea micropunctata
- Acraea milbraedi
- Acraea mima
- Acraea minima
- Acraea mirabilis
- Acraea miranda
- Acraea mirifica
- Acraea modesta
- Acraea moliwensis
- Acraea mombasae
- Acraea montana
- Acraea monteironis
- Acraea mosana
- Acraea msamwiae
- Acraea murcia
- Acraea mutata
- Acraea mycenaea
- Acraea mystica
- Acraea nandensis
- Acraea narona
- Acraea natalensis
- Acraea natalica
- Acraea nataliensis
- Acraea neavei
- Acraea necessaria
- Acraea necoda
- Acraea neluska
- Acraea neobule
- Acraea nero
- Acraea neumanni
- Acraea newtoni
- Acraea nia
- Acraea nidama
- Acraea nigeriae
- Acraea nigra
- Acraea nigrescens
- Acraea nigroapicalis
- Acraea nigromacula
- Acraea nigromarginata
- Acraea ninapo
- Acraea niobe
- Acraea nivea
- Acraea nohara
- Acraea noharoides
- Acraea ntebiae
- Acraea nubilata
- Acraea nuda
- Acraea nyassicola
- Acraea nyongana
- Acraea oatesi
- Acraea obeira
- Acraea oberthuri
- Acraea obscura
- Acraea obscuroides
- Acraea occidentalis
- Acraea ochracea
- Acraea ochrafasciata
- Acraea ochramaculata
- Acraea ochrareducta
- Acraea ochrascens
- Acraea ochreata
- Acraea ochrextensa
- Acraea octobalia
- Acraea oenone
- Acraea ombrina
- Acraea omrora
- Acraea oncaea
- Acraea onerata
- Acraea opis
- Acraea oppidia
- Acraea oreas
- Acraea orestia
- Acraea orestina
- Acraea oreta
- Acraea orientalis
- Acraea orina
- Acraea orinata
- Acraea orineta
- Acraea ornata
- Acraea oscari
- Acraea oumbiana
- Acraea pallida
- Acraea pallidepicta
- Acraea pallidibrunnea
- Acraea pallula
- Acraea parapetraea
- Acraea parrhasia
- Acraea parrhoppidia
- Acraea pasiphae
- Acraea paulinae
- Acraea pauperata
- Acraea peitzi
- Acraea pelasgius
- Acraea pelopeia
- Acraea peneleos
- Acraea penella
- Acraea peneloides
- Acraea penelope
- Acraea pentapolis
- Acraea percussa
- Acraea perenna
- Acraea periphanes
- Acraea perradiata
- Acraea perrupta
- Acraea persephone
- Acraea pervia
- Acraea petraea
- Acraea petrina
- Acraea pharsaloides
- Acraea pharsalus
- Acraea pheusaca
- Acraea philos
- Acraea pica
- Acraea picta
- Acraea pierrei
- Acraea piva
- Acraea planesium
- Acraea polychroma
- Acraea polydectes
- Acraea polynesiaca
- Acraea pomponia
- Acraea poultoni
- Acraea praelongata
- Acraea praeponina
- Acraea pretiosa
- Acraea propagata
- Acraea protea
- Acraea proteina
- Acraea pseudacontias
- Acraea pseudatolmis
- Acraea pseudegina
- Acraea pseudepaea
- Acraea pseudohumilis
- Acraea pseudolycia
- Acraea pseudopelargius
- Acraea pseudoppidia
- Acraea pseudoprotea
- Acraea pudora
- Acraea pudorella
- Acraea pudorina
- Acraea pullula
- Acraea punctellata
- Acraea punctimarginea
- Acraea punctula
- Acraea quirina
- Acraea quirinalis
- Acraea rabbaiae
- Acraea radians
- Acraea radiata
- Acraea radiofasciata
- Acraea rahira
- Acraea rakeli
- Acraea ranavalona
- Acraea rangatana
- Acraea rathjensi
- Acraea recaldana
- Acraea reducta
- Acraea regalis
- Acraea reversa
- Acraea rhodesiana
- Acraea rhodina
- Acraea rileyi
- Acraea rogersi
- Acraea rohlfsi
- Acraea rosa
- Acraea rosina
- Acraea rougeti
- Acraea rowena
- Acraea ruandae
- Acraea rubescens
- Acraea rubida
- Acraea rubra
- Acraea rubristriatus
- Acraea rubrobasalis
- Acraea rubrofasciata
- Acraea rudolfi
- Acraea rudolphina
- Acraea rufoniger
- Acraea ruperti
- Acraea rupicola
- Acraea rüppeli
- Acraea safie
- Acraea salambo
- Acraea salmonea
- Acraea saluspha
- Acraea sambar
- Acraea sambavae
- Acraea sanderi
- Acraea saronis
- Acraea satis
- Acraea schecana
- Acraea schoutedeni
- Acraea scioptera
- Acraea seis
- Acraea selousi
- Acraea semialbescens
- Acraea semifulvescens
- Acraea semipunctella
- Acraea semivitrea
- Acraea sepia
- Acraea serena
- Acraea servona
- Acraea sganzini
- Acraea sheba
- Acraea siabona
- Acraea sidamona
- Acraea siginna
- Acraea silacea
- Acraea silia
- Acraea siliana
- Acraea silvicola
- Acraea simulata
- Acraea sinepeduncles
- Acraea sjostedti
- Acraea smithi
- Acraea smithii
- Acraea socotrana
- Acraea sordice
- Acraea sotikensis
- Acraea speciosa
- Acraea stenobea
- Acraea stephanophera
- Acraea stictica
- Acraea stonehami
- Acraea strattipocles
- Acraea strigipygida
- Acraea subfulva
- Acraea subjanisca
- Acraea subochreata
- Acraea subserena
- Acraea subsquamia
- Acraea subsuffussa
- Acraea sucepha
- Acraea sufferti
- Acraea suffusa
- Acraea sulphurescens
- Acraea supponina
- Acraea swinburnei
- Acraea swynnertoni
- Acraea sykesi
- Acraea taborana
- Acraea taborensis
- Acraea telekiana
- Acraea tella
- Acraea telloides
- Acraea tenebrosa
- Acraea tenella
- Acraea tenelloides
- Acraea tenuimarginatus
- Acraea terpsichore
- Acraea tescea
- Acraea thelestis
- Acraea thesprio
- Acraea tillini
- Acraea tirika
- Acraea toka
- Acraea torquata
- Acraea toruna
- Acraea transienda
- Acraea transita
- Acraea translucida
- Acraea tricolor
- Acraea trimeni
- Acraea tropicalis
- Acraea turbata
- Acraea turlini
- Acraea turna
- Acraea uasingishuensis
- Acraea ufipana
- Acraea ukerewensis
- Acraea umbrata
- Acraea umbratalcippina
- Acraea umbrina
- Acraea umida
- Acraea ungemachi
- Acraea uniformis
- Acraea unimaculata
- Acraea unipunctella
- Acraea urungensis
- Acraea usagara
- Acraea usagarae
- Acraea usambarae
- Acraea usambarensis
- Acraea usaramensis
- Acraea utengulensis
- Acraea uvui
- Acraea valdemaculosa
- Acraea vansomereni
- Acraea varia
- Acraea welwitschii
- Acraea ventura
- Acraea venturina
- Acraea vesperalis
- Acraea vesta
- Acraea vestalina
- Acraea vestita
- Acraea vestoides
- Acraea wickhami
- Acraea victoris
- Acraea vidua
- Acraea wigginsi
- Acraea villettei
- Acraea vinidia
- Acraea violae
- Acraea violarum
- Acraea wissmanni
- Acraea vitrea
- Acraea viviana
- Acraea vosseleri
- Acraea vuilloti
- Acraea vulgaris
- Acraea vulpinopsis
- Acraea vumbui
- Acraea yemensis
- Acraea zaire
- Acraea zambesina
- Acraea zetes
- Acraea zethealis
- Acraea zethes
- Acraea zidora
- Acraea zitja
- Acraea zonata